# 원더 에그 프라이어리티
《원더 에그 프라이어리티》(ワンダーエッグ・プライオリティ, WONDER EGG PRIORITY)는 CloverWorks가 제작한 일본의 오리지널 애니메이션이다.
원안과 각본은 노지마 신지가 맡았으며, 감독은 와카바야시 신이 맡았다.

## 줄거리
오토 아이는 심야의 산책중에 「미래를 바꾸고 싶다면, 자신을 믿고 에그를 깨라」라는 목소리에 이끌려 『에그』를 입수해 깬다. 에그를 깬 아이를 기다리는 것이라니.